# Jabril Durham
Jabril Durham (DeSoto (Texas), 23 de enero de 1994) es un baloncestista estadounidense que pertenece a la plantilla del MKS Start Lublin de la PLK polaca. Con 1,85 metros de estatura, juega en la posición de base.

## Trayectoria deportiva
Es un base formado durante una temporada en Lubbock Christian Chaparral, otra temporada en Seminole State College y dos temporadas en los Arkansas Razorbacks. Tras no ser elegido en el Draft de la NBA de 2016, debutó como profesional en Suecia en las filas del Jämtland Basket con el que jugó la Basketligan.
En la temporada 2017-18, formó parte del PVSK-Panthers húngaro con el que jugó la Nemzeti Bajnokság I/A.
En la temporada 2018-19 firma con Rethymno BC con el que sólo juega dos partidos. Más tarde, firmaría con el VEF Riga de la LBL letona para disputar el resto de la temporada.
El 11 de octubre de 2021, firma por el Fortitudo Bologna de la Lega Basket Serie A italiana.